# Torö

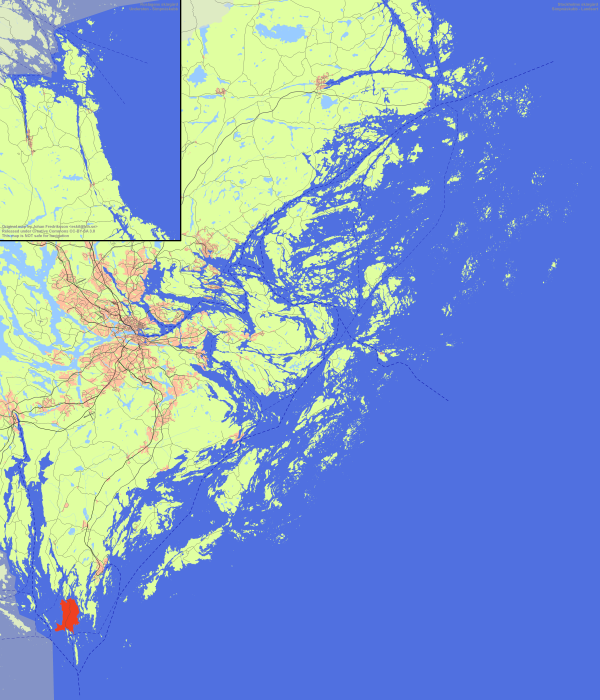
Torös läge i Stockholms skärgård.

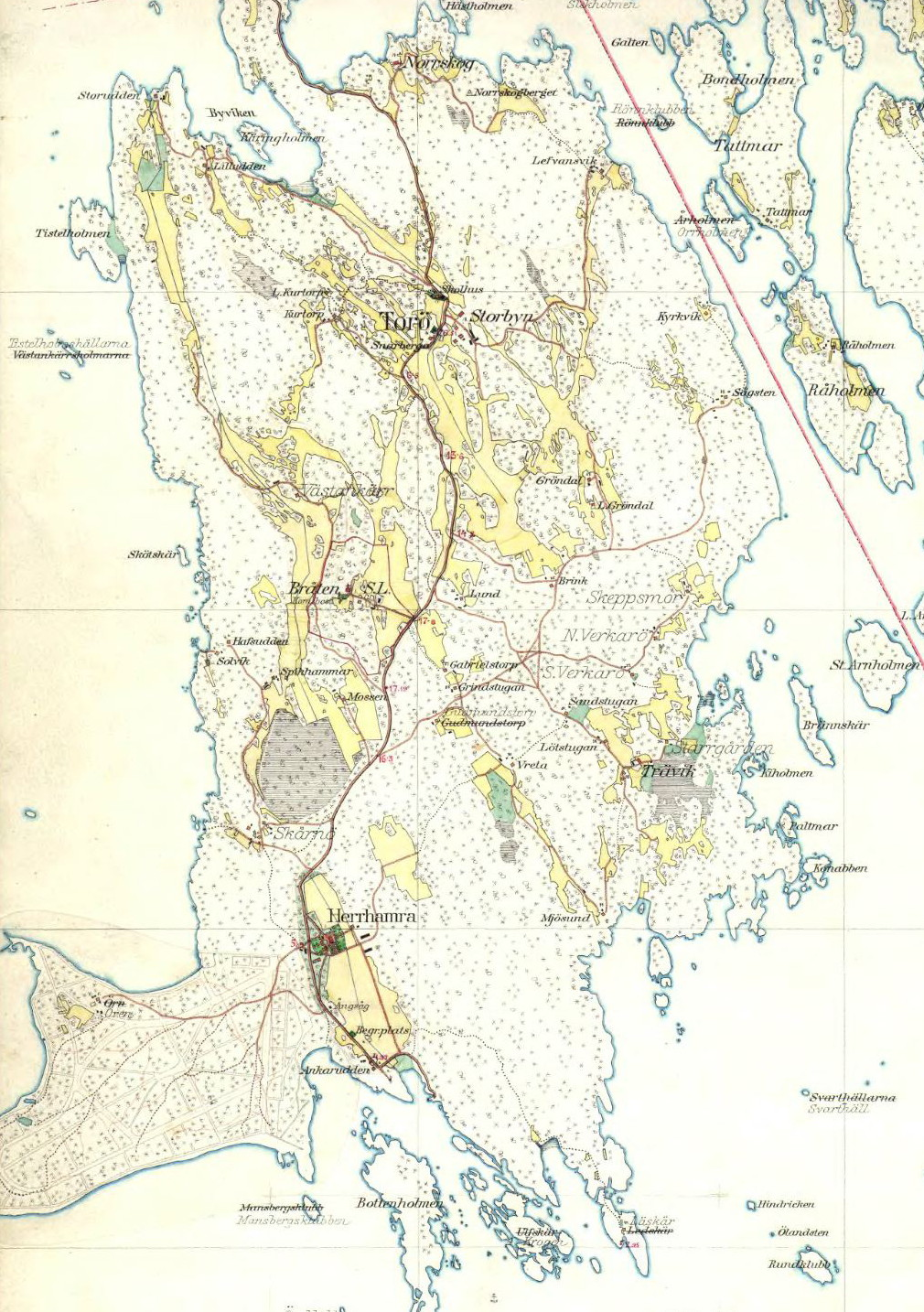
Torö på häradskartan 1901.

Torö är en ö i Stockholms skärgård, Nynäshamns kommun och i Torö socken. Torö har förbindelse med fastlandet via väg 528. Hela Torö omfattas av riksintressen för högexploaterad kust/rörligt friluftsliv samt militärt samrådsområde. Sydöstra delen av Torö omfattas även av riksintresse för naturvård. Hamnen vid Ankarudden är av riksintresse för transportkommunikation.

## Historik
Torö ('deinde Thoræ') omnämns som landmärke i Kung Valdemars segelled från omkring 1300. Av segellederna gick då en yttre utanför Torö medan en inre gick genom Svärdssund mellan Svärdsö och Oxnö. Ön nämns sedan åter 1335, då Erengisle Sunesson (Bååt) testamenterade Torö ('in Thorø', 'insula Thorø') till Strängnäs domkyrka med villkoret att arvingarna skulle ha rätt att lösa tillbaka jorden. Av vad som framgår av ett brev från biskop Styrbjörn skedde detta redan före 1342. 1442 gav Erengisle Nilsson (Hammerstaätten) sju gårdar och tre torp på Torö i morgongåva till Brita Olovsdotter (Tott). 
I en skattelängd från 1559 anges holmarna Medeellskär, Gumman, Botneholmen, Grässkär, Broskäär, Skomackerskär, Rönnskähr, Räffueskähren och Fugleskär tillhöra skärgårdsbönderna på Torö. Byarna på Torö var Västankärr, Trävik, Storbyn, Västerbyn och Norrskog. Under 1600-talet kom frälsegårdarna att läggas under det nyinrättade säteriet Herrhamra.

## Dagens Torö
Torö är en av kommunens största öar. Norra delen av Torö ligger cirka 15 kilometer från Nynäshamns stad medan Ankarudden ligger på cirka 23 kilometers avstånd. Från Herrhamra brygga på Ankarudden går båtar till Öja (Landsort). Till Torölandet hör själva Torö samt Svärdsö och Oxnö.  Förbindelsen med fastlandet sker över Tottnäsbron, en svängbro vid norra Oxnö.
Bebyggelsen består huvudsakligen av villor och fritidshus. Här kan nämnas Simon Spies futuristiska Villa Spies vid Älghammar som stod klart år 1969. Ungefär mitt på Torö, i småorten Gabrielstorp intill väg 528 finns Torö Lanthandel & Bageri med bensinstation som är öppen året runt utom på måndagar under lågsäsong men även Torö Varv vid Sågsten som är ett gammalt skärgårdsvarv. 
Bland kulturhistoriskt värdefulla byggnader märks Torö kyrka från 1600-talet och Herrhamra gård med rötter från medeltiden. Vid Herrhamra gård bedrivs småskaligt jord- och skogsbruk och inackordering av hästar. 
På ön återfinns ett fåtal mindre hantverks- och servicenäringar. På Torös sydspets ligger Herrhamra lotskyrkogård, som används än idag. Torö förfogar över två naturreservat: Reveluddens naturreservat och Örens naturreservat med skog och en stor isälvsavlagringen med strandvallar och klapperstensstränder. "Torö stenstrand" i Örens naturreservat är mycket omtyckt för vind- och vågsurfing. Även kitesurfing förekommer i stor utsträckning. Här har vid flera tillfällen SM-tävlingar i vågsurfing arrangerats.

## Bilder, byggnader

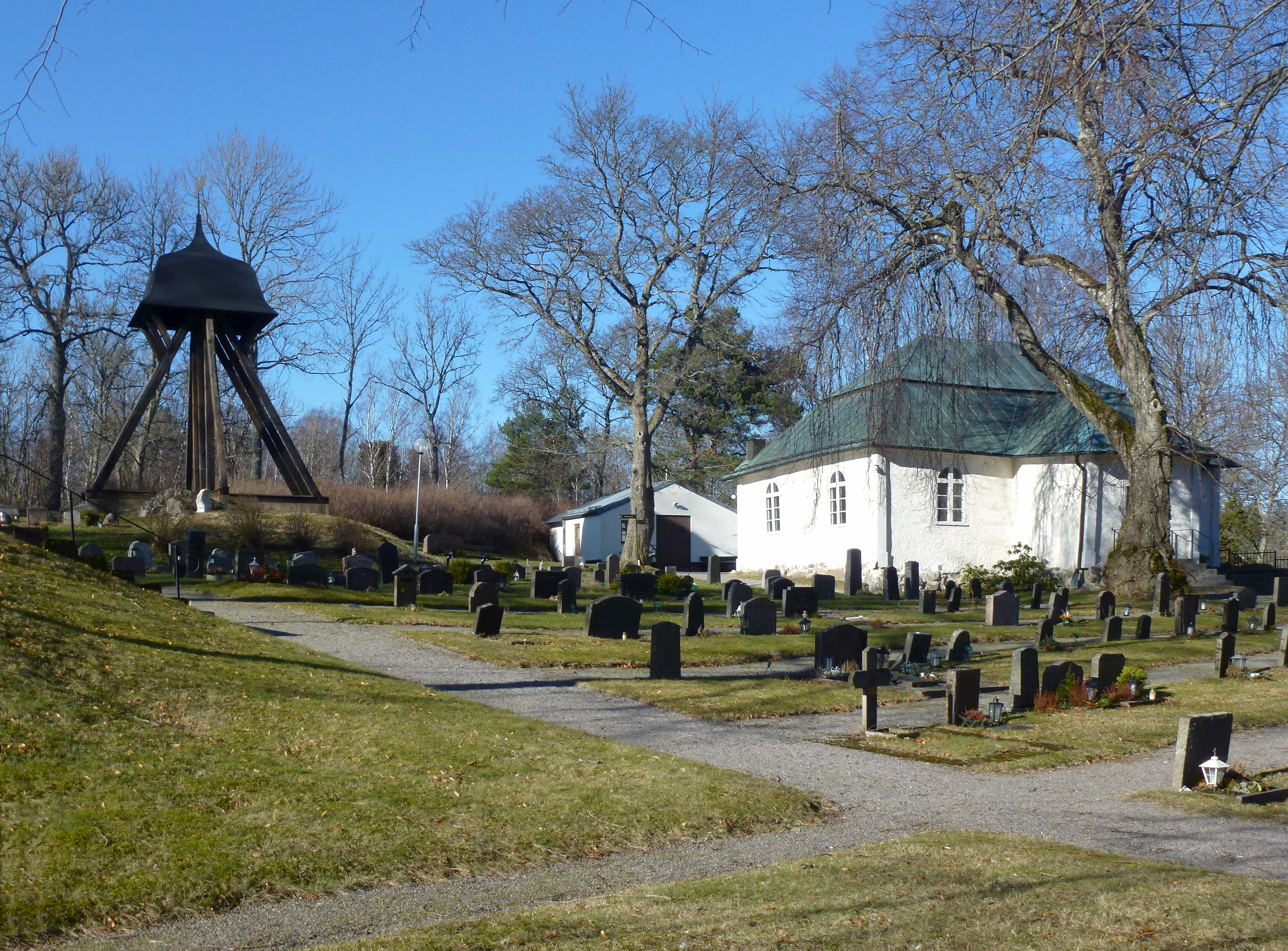
Torö kyrka.
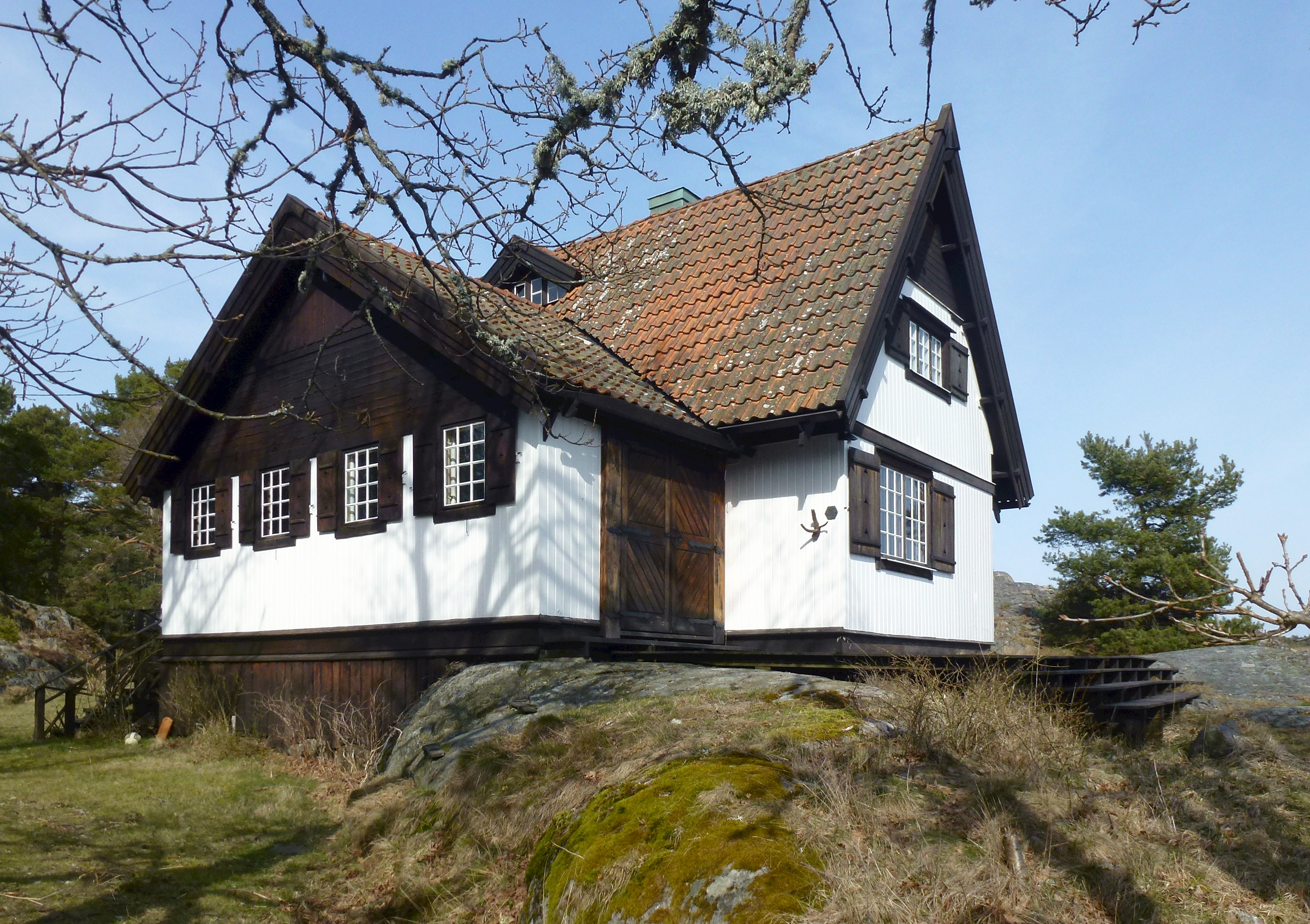
Villa Torsvi.
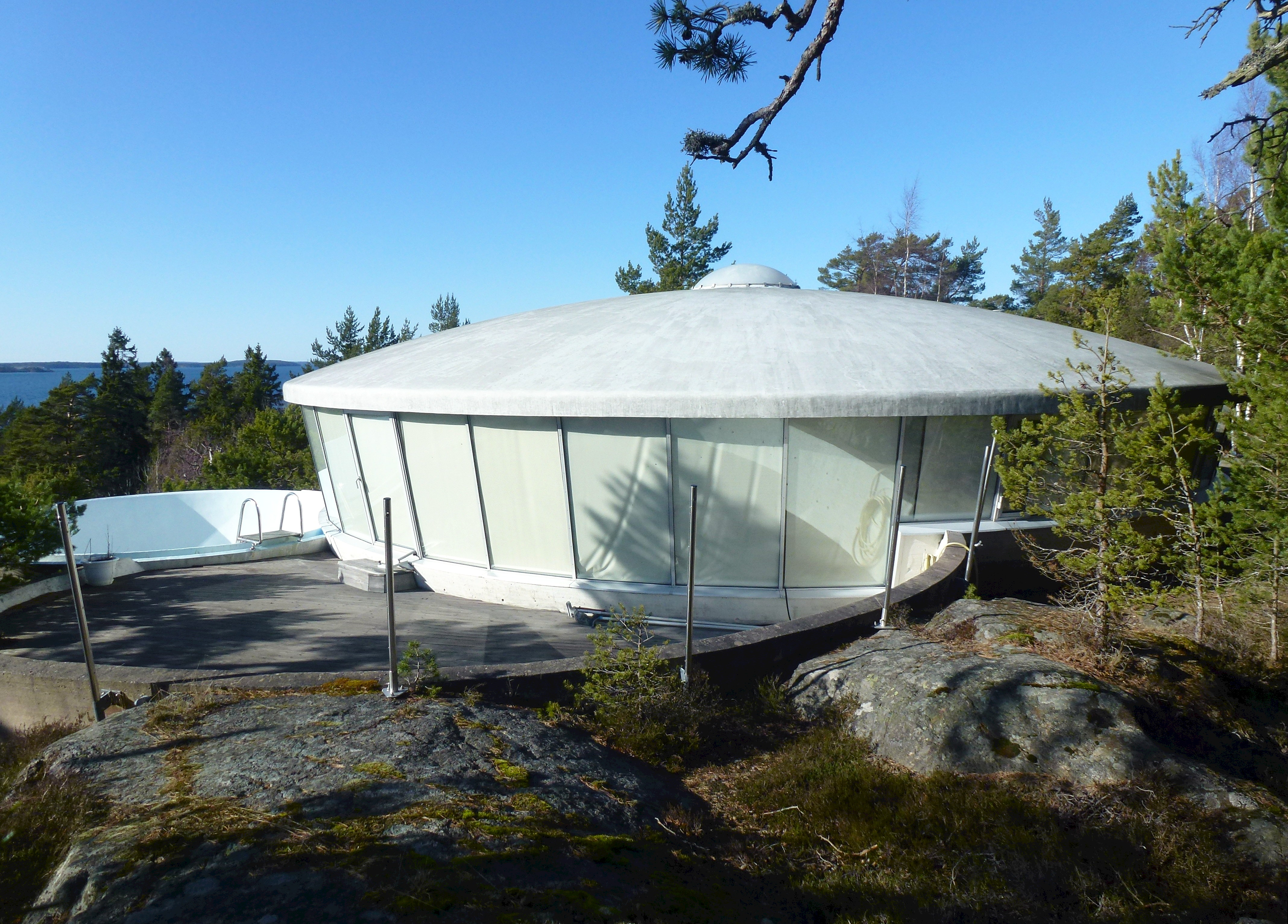
Villa Spies.
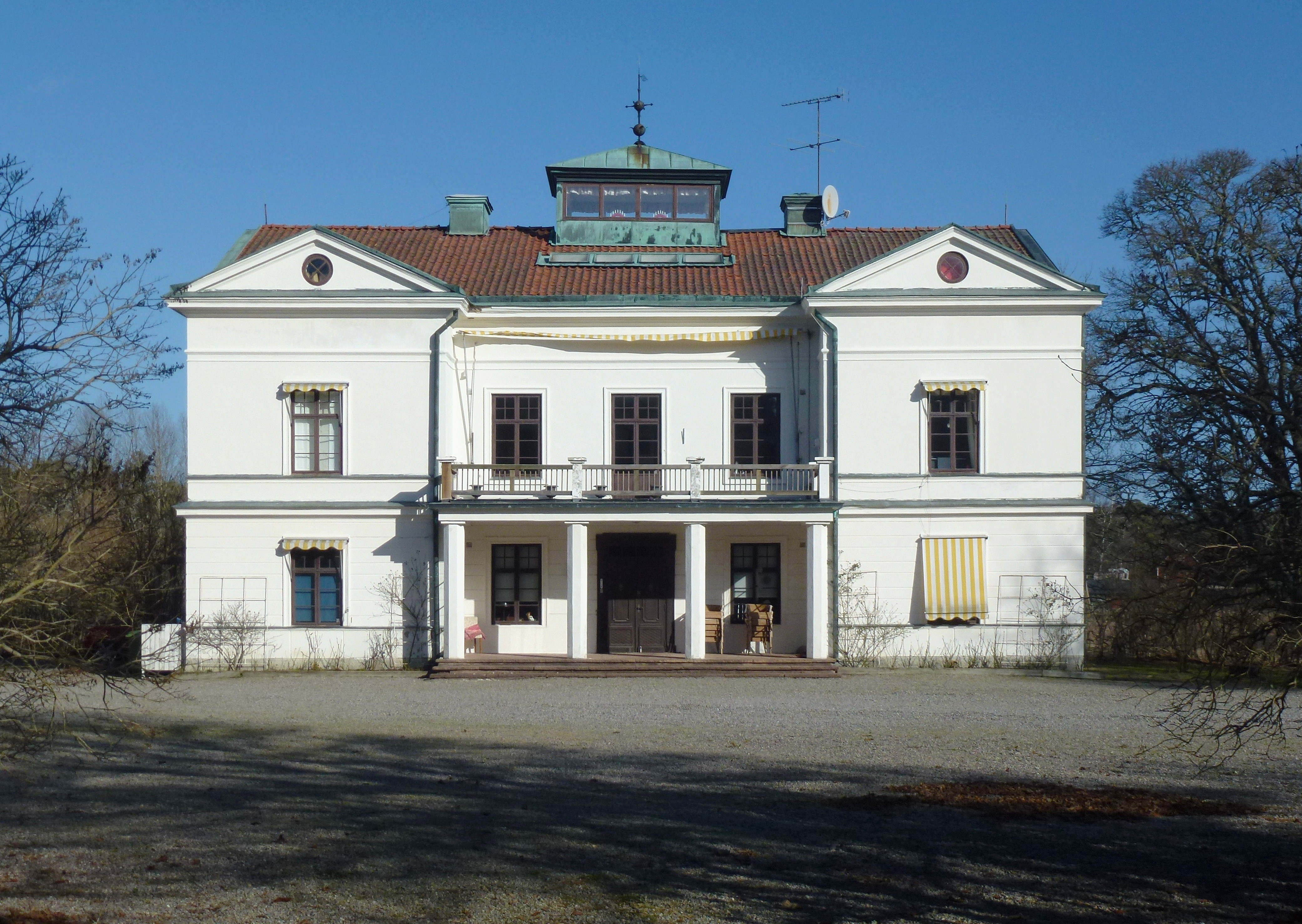
Herrhamra gård, huvudbyggnad.
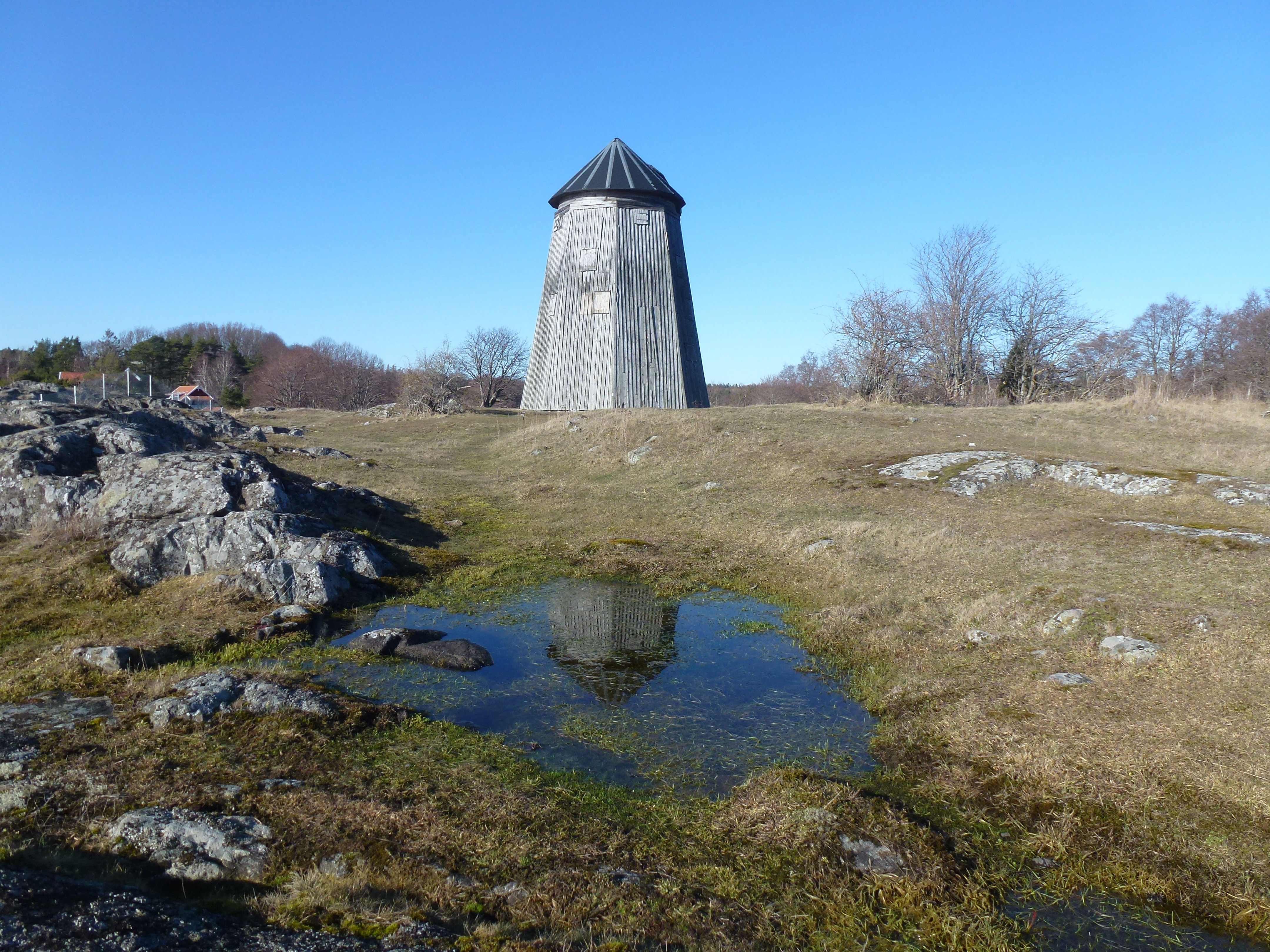
Herrhamra kvarn.
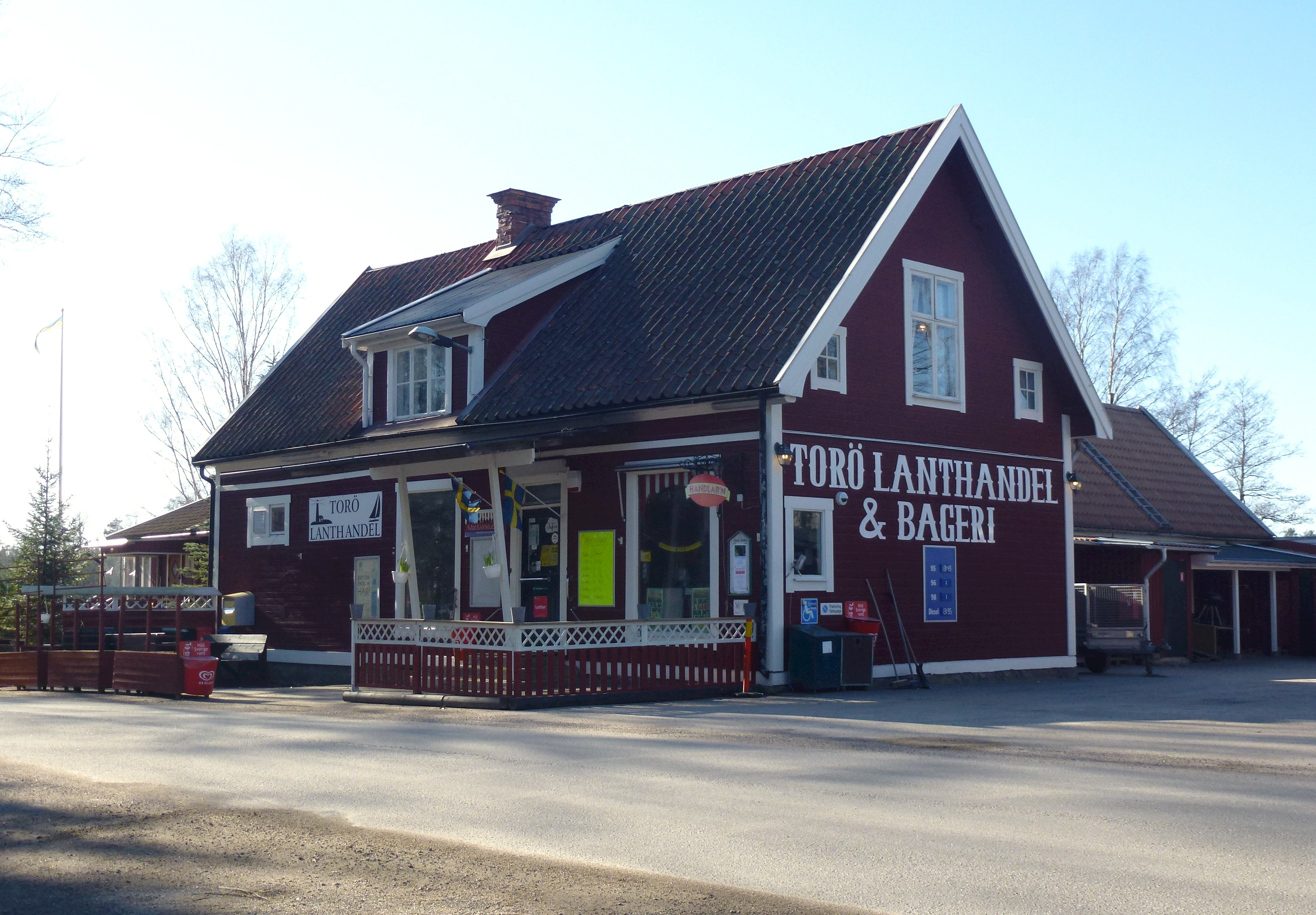
Torö lanthandel.

## Bilder, omgivningen

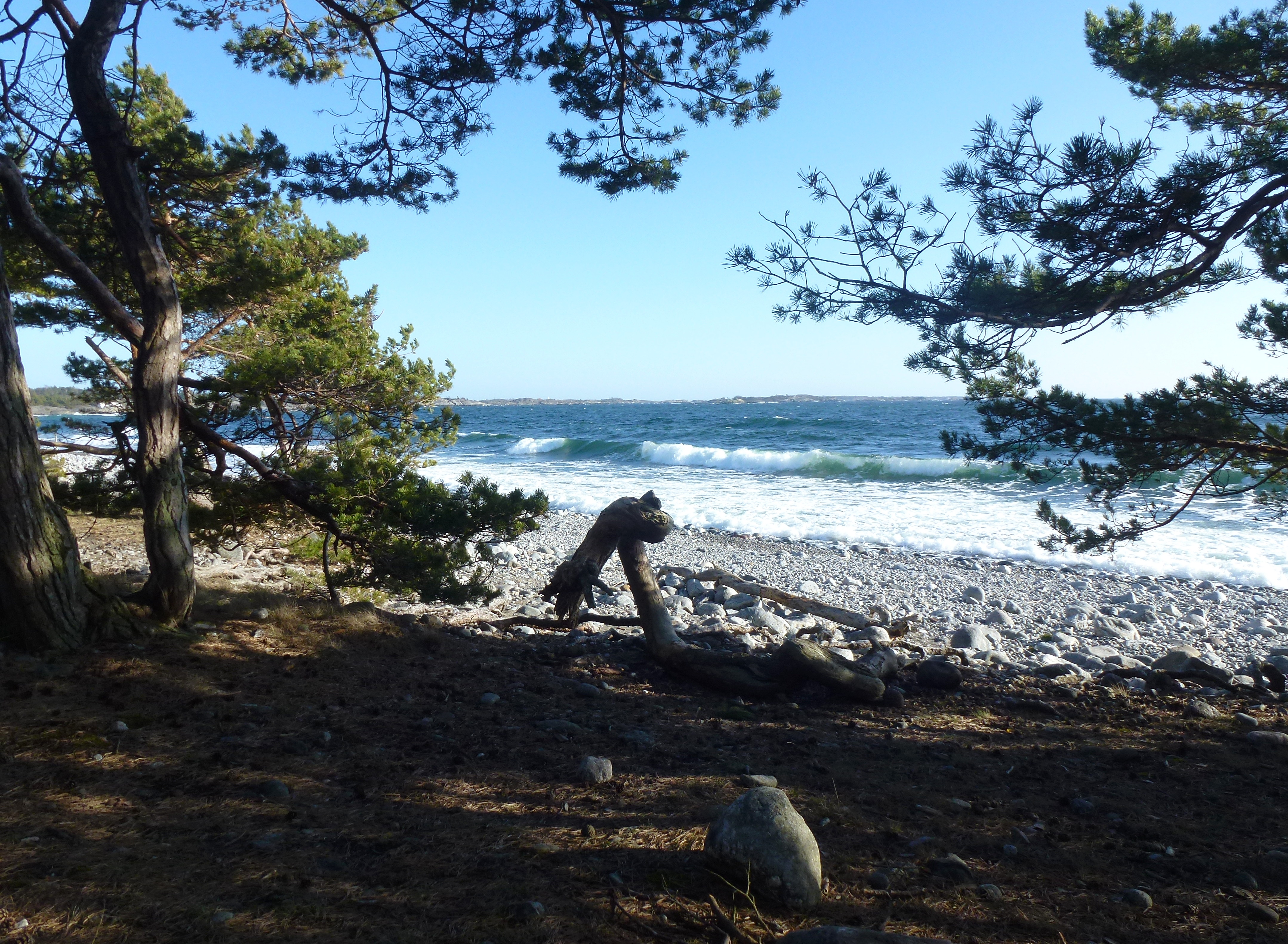
Örens naturreservat.
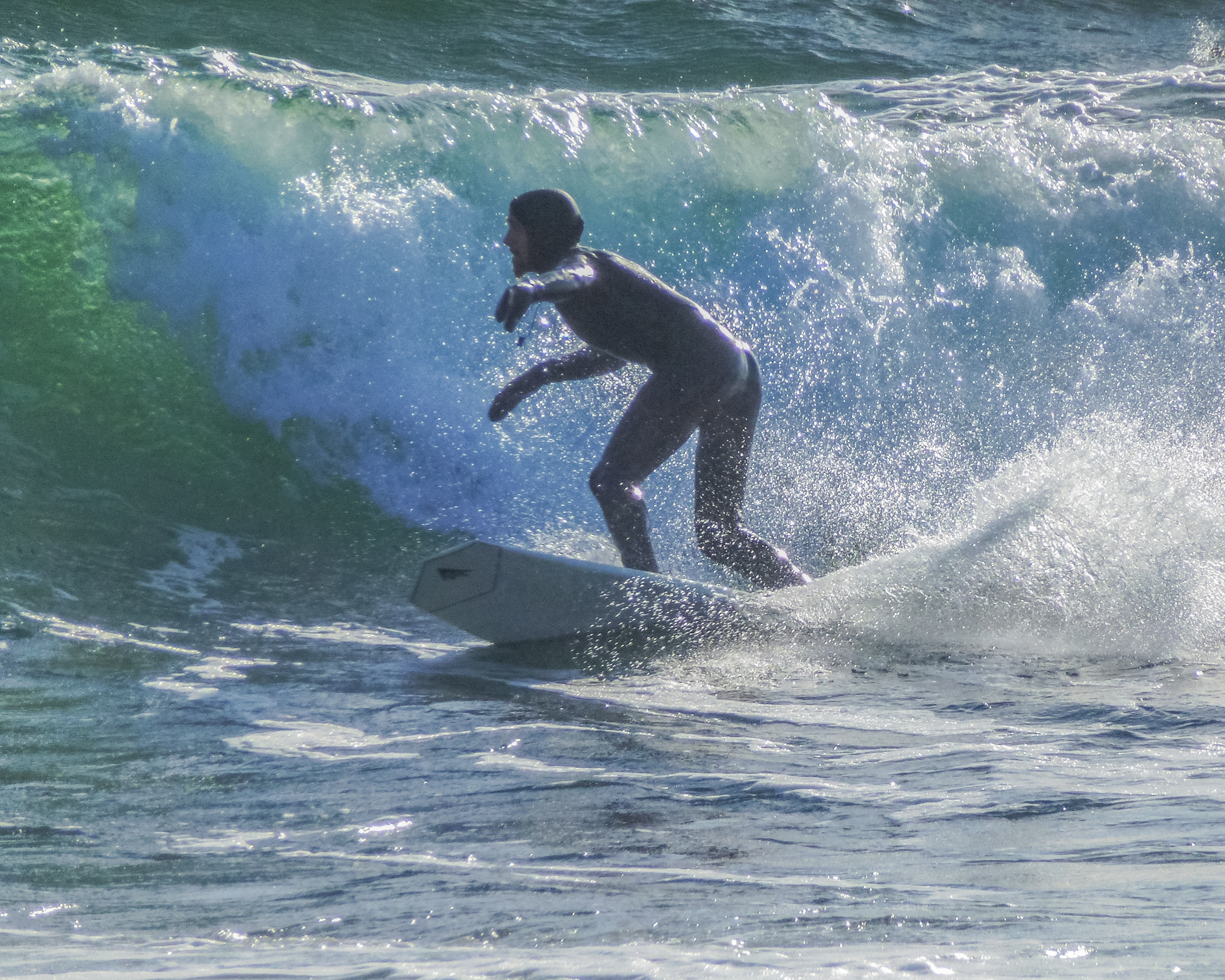
Vågsurfing vid Torö stenstrand.
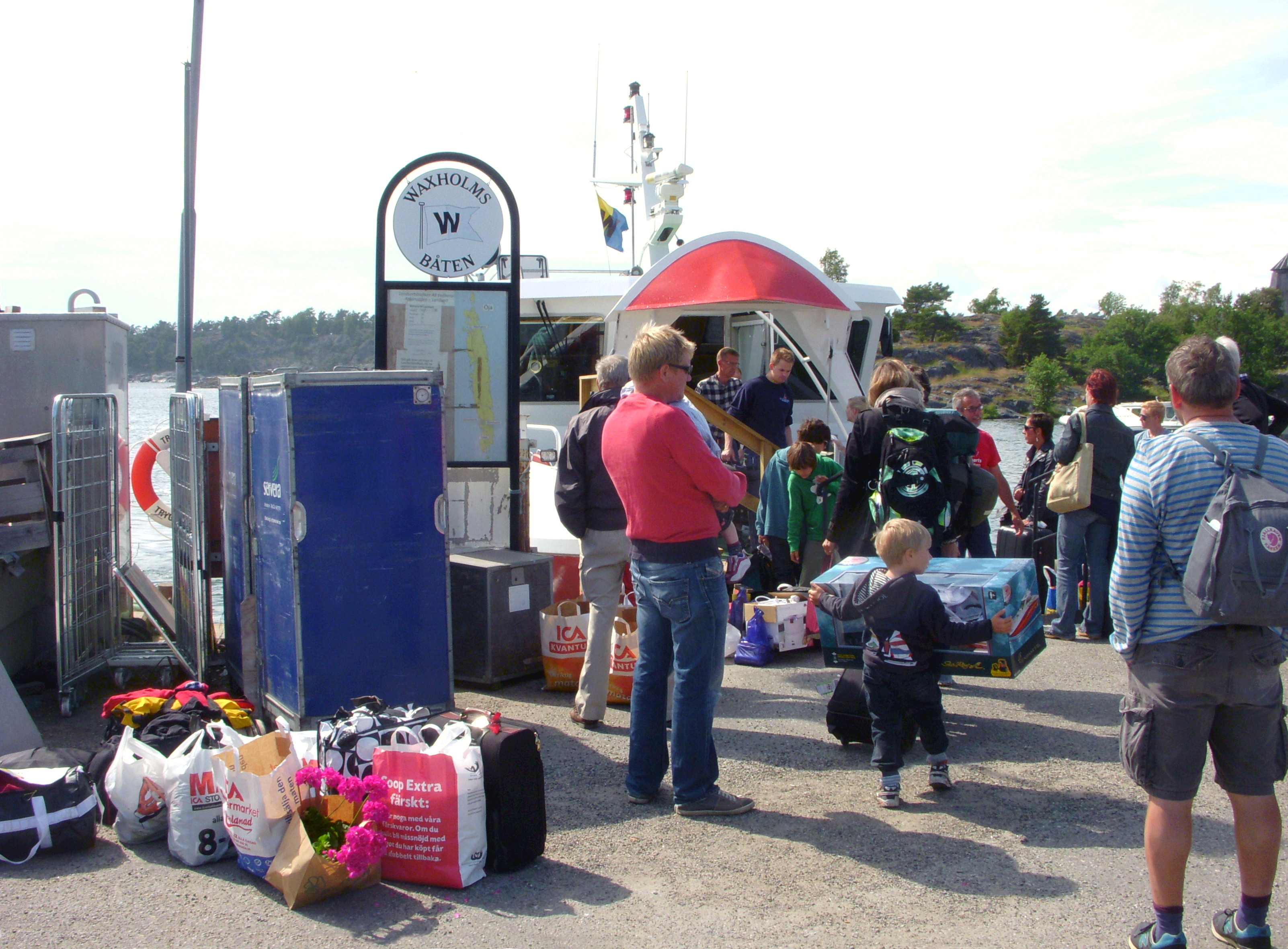
Herrhamra brygga.
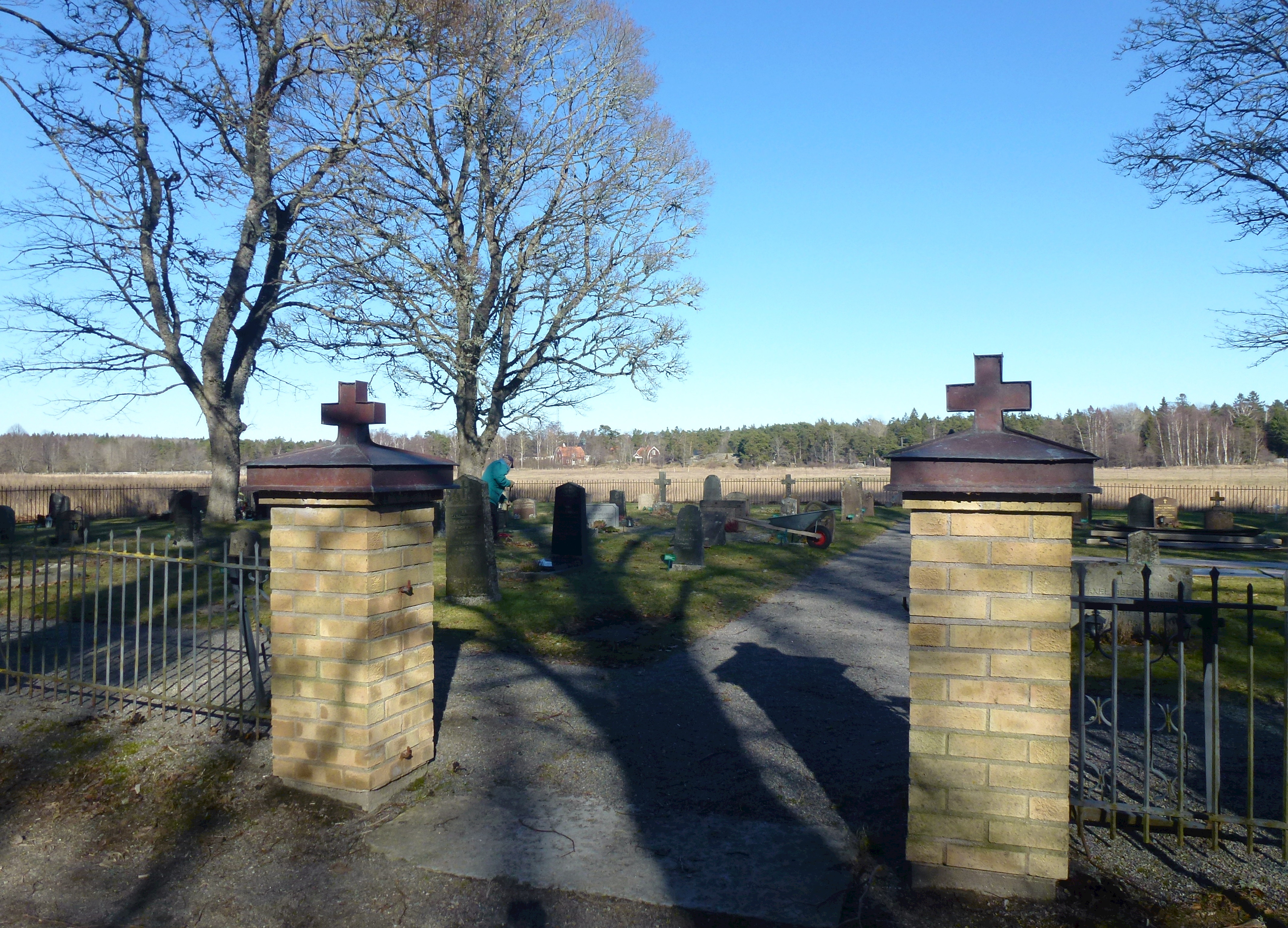
Herrhamra lotskyrkogård.
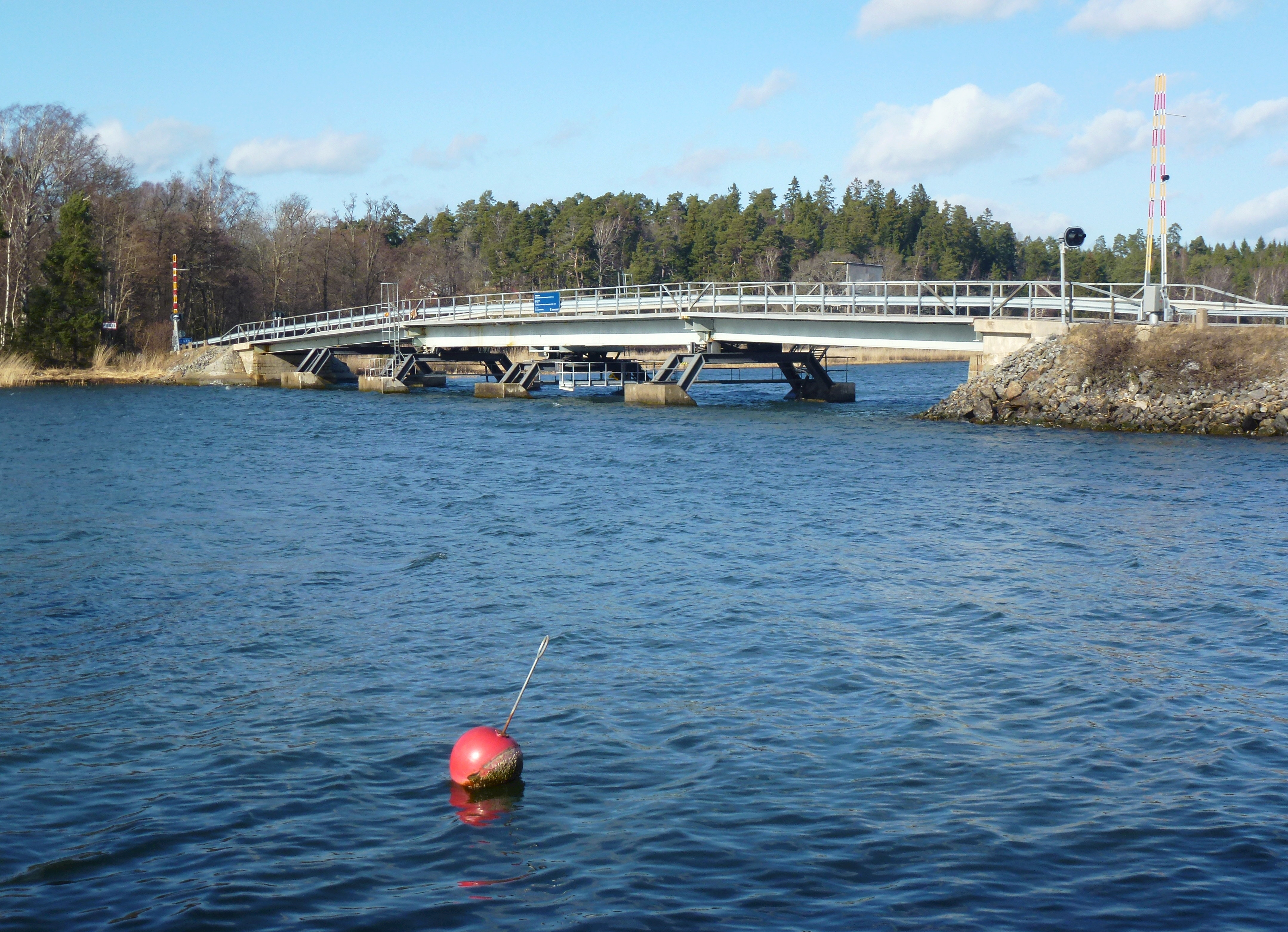
Tottnäsbron.
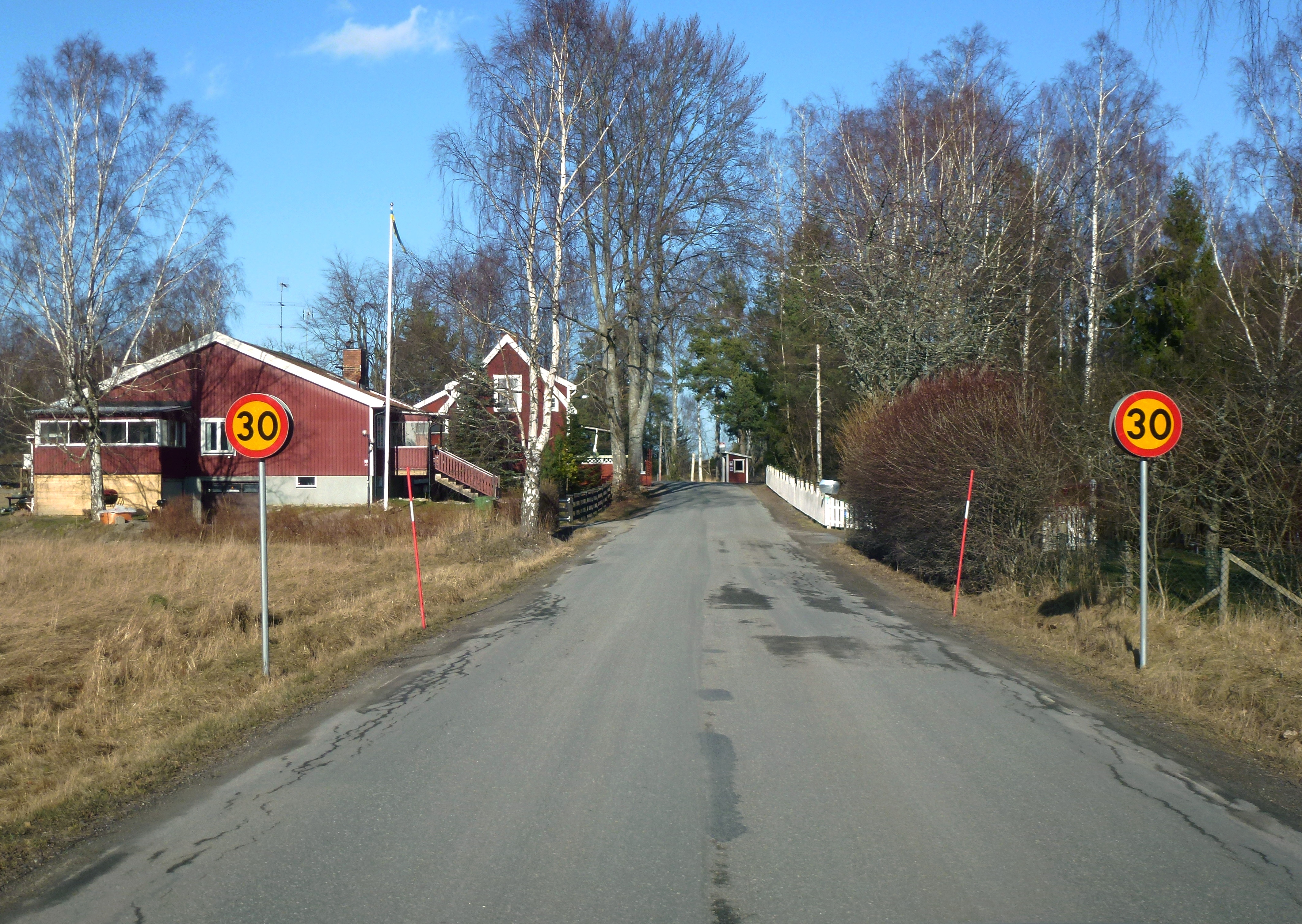
Gabrielstorp, väg 528.